# غوارديا بيمونتيز
غوارديا بيمونتيز؛ هي مدينة وبلدية في مقاطعة كوزنسا ومنطقة كالابريا في جنوب إيطاليا .

## الموقع واللغة
تقع غوارديا بيمونتيز على بعد حوالي 55 كم شمال غرب كوزنسا على ساحل البحر التيراني. البلديات المجاورة لها هي أكوابيسا ، جيترارو ، فوسكالدو و مونجراسانو، غوارديا هي جيب لغوي وعرقي أوكيتاني.

## تاريخ
تاريخ تأسيس غوارديا غير معروف، وقد تغير اسم المكان عدة مرات عبر التاريخ، "غوارديا" تعني المراقبة وربما يرتبط هذا الاسم ببرج المراقبة الذي بني في القرن الحادي عشر، مثل هذه الأبراج تم بناؤها للتحذير من القراصنة العرب الذين كانوا يُطلق عليهم آنذاك اسم "الساراسين"، والذين كانوا يخربون الساحل، كانت تسمى غوارديا في السابق غوارديا فيسكالدي نسبة إلى اللوردات الإقطاعيين المحليين الأقوياء المنحدرين من فيسكالدو، بعد استقرار اللاجئين الوالدنسيين الذين تحدثوا اللغة الأوكيتانية، حصل المكان على اسم غوارديا دي فالدي بعد قمعها، أصبح الاسم غوارديا لومباردا، والذي تم تغييره إلى غوارديا بيمونتيز في عام 1863.

## الوالدنسيون في كالابريا
خلال القرنين الثاني عشر والثالث عشر، وصل الوالدنسيون إلى كالابريا من مملكة آرل ودوفين، والتي كانت تمتلك جزءًا من أراضيها أيضًا في الوديان الغربية في بيدمونت، بحلول عام 1315 استقروا في مونتالتو أوفوغو، ولاحقًا أيضًا في سان سوستي دي فالديسي وفاكاريزو وسان فينسينزو، وقد منحهم اللوردات الإقطاعيون المحليون آل سبينيلي وهم أمراء فوسكالدو اللجوء. بحلول عام 1375 استقروا أيضًا على التل الذي يرتفع إلى 500 متر فوق مستوى سطح البحر والذي تقع عليه الآن مدينة غوارديا العليا، لفترة طويلة؛ تظاهر الوالدنسيون بأنهم يعيشون ككاثوليك رومانيين، ويحضرون القداس الإلهي ويقومون بتعميد أطفالهم في الكنائس الكاثوليكية. ومع ذلك، فقد تمسكوا بمعتقداتهم على المستوى الخاص واستقبلوا وعاظًا والدينيين متجولين لبضعة أيام على فترات تبلغ حوالي عامين.
مع نجاحات الإصلاح الديني، قرر العديد من الوالدنسيين السريين عدم إخفاء معتقداتهم الدينية الحقيقية بعد الآن. وفي عام 1532، قرروا في مجمعهم في شانفوران (في بيدمونت) الاعتراف بمعتقداتهم علناً. وعلى إثر ذلك، أرسل الوالدنسيون الكالابريان ماركو أوسيجلي مبعوثًا إلى جنيف طالبًا إرسال وعاظ. بهذه الطريقة جاء الواعظ جان لويجي باسكال إلى كالابريا، وأنشأ كنائس والدينسيان في غوارديا بييمونتي وسان سوستي. وقد فعل الوالدنسيون في مناطقهم التقليدية في بيدمونت الشيء نفسه، وفي عام 1560، بدأ الأسقف المحلي القوي في موندوفي الكاردينال ميشيل جيسلييري (الذي أصبح فيما بعد البابا بيوس الخامس ) حملة صليبية ضد الوالدنسيين. 

## اضطهاد الوالدنسيين في كالابريا
أبلغ رئيس دير الروم الكاثوليك في كالابريا جيوفاني أنطونيو أنانيا غيسلييري أن الوالدنسيين في كالابريا قد تبنوا أيضًا وعاظًا من تلقاء أنفسهم، لذلك أمر غيسلييري رئيس الدير بالقضاء على بدعة الوالدنسيين، بالتنسيق مع رئيس أساقفة كوزنسا المحلي تاديو جادي. في البداية، حاول حنانيا إجبار الولدنسيين على التحول عن طريق التهديد، ولكنهم رفضوا، وبسبب شعورهم بالخوف فر العديد من الوالدنسيين من الأماكن المجاورة إلى غوارديا التي كانت محصنة، حاول سيد الحرس سالفاتوري سبينيلي ( حوالي 1506-1565) إجبار الوالدنسيين على الاستسلام ونصح باسكال وأوسيجلي بالفرار ولكن دون جدوى.

## خدعة سبينيلي ومذبحة الوالدنسيين في غوارديا بييمونتي
سبينيلي الذي لم يرغب في أن يُتهم بتأييد الهراطقة، لجأ في النهاية إلى خدعة، في يونيو 1561 طلب الدخول إلى المدينة لنفسه وخمسين من رجاله، مدعيا أنهم سيأتون غير مسلحين مخلصين لسيدهم، سمح لهم رجال الحرس بالدخول، وفي ليلة الرابع إلى الخامس من يونيو، أخرج سبينيلي ورجاله أسلحتهم المخبأة واستولوا على المدينة بالقوة، وبذلك ومن خلال المزيد من المذابح في الأسبوعين التاليين، قتل سبينيلي ورجاله حوالي 2000 من الوالدنسيين في غوارديا بييمونتي وأماكن أخرى. يتم إحياء ذكرى هذه المذبحة من خلال تسمية البوابة الرئيسية للمدينة، بورتا ديل سانجو ، أو بوابة الدم، لأنه قيل أن دماء القتلى كانت تتدفق إلى أسفل إليها، بجوار بوابة المدينة يوجد الآن مركز ثقافة جوفان لويجي باسكال الذي يحتوي على معرض دائم لتاريخ الوالدنسيين في غوارديا.

## عواقب مذبحة الوالدنسيين
كان على الناجين من المذبحة أن يتحولوا إلى الكاثوليكية الرومانية، وكان الزواج بين رجل وامرأة من أصل والدينسيان محظورًا، كان من المقرر بناء فتحات تجسس مفتوحة من الخارج في الأبواب الأمامية للمدينة، للسماح للمحققين بالتجسس على المنازل والتحقق مما إذا كان المتحولون الإلزاميون يمتنعون حقًا عن التقاليد الوالدنسية. لا يزال من الممكن العثور على بعض الثقوب في الأبواب الأمامية، تم هدم كنيسة والدينسيان في موقعها ساحة كييزا فالديزي، تم وضع قطعة من الصخور من بيدمونت في عام 1975، تبرعت بها مدينة توري بيليس، المدينة التوأم لغوارديا، في ذكرى نزول العديد من الغوارديوتي من جبال الألب الصخرية في بيدمونت، تم إدراج أسماء 118 من الضحايا المعروفين لمذبحة عام 1561 في لوحة على الصخرة.
في ذكرى القضاء على بدعة الوالدنسيين، تبرع سالفاتوري سبينيلي بكنيسة الدومينيكان، روزاريو في غوارديا. في أبريل 1565 تم تعيينه ماركيزًا لفوسكالدو تكريمًا لفعلته. 

## المدن التوأم
- Torre Pellice, Italy

## وصلات خارجية
- الموقع الرسمي